# غافين ماكليود
غافين ماكليود (بالإنجليزية: Gavin MacLeod)‏ هو ممثل تعبيري وممثل أمريكي، ولد في 28 فبراير 1931 بنيويورك في الولايات المتحدة.

## أعمال

### أفلام
- (1966) حصى الرمال
- (1968) الحفلة
- (1970) أبطال كيلي

### مسلسلات
- جاغ
- قارب الحب

## وصلات خارجية
- غافين ماكليود على موقع IMDb (الإنجليزية)
- غافين ماكليود على موقع الموسوعة البريطانية (الإنجليزية)
- غافين ماكليود على موقع ألو سيني (الفرنسية)
- غافين ماكليود على موقع ميوزك برينز (الإنجليزية)
- غافين ماكليود على موقع أول موفي (الإنجليزية)
- غافين ماكليود على موقع قاعدة بيانات برودواي على الإنترنت (الإنجليزية)
- غافين ماكليود على موقع قاعدة بيانات الأفلام السويدية (السويدية)
- غافين ماكليود على موقع إن إن دي بي (الإنجليزية)
- غافين ماكليود على موقع قاعدة بيانات الفيلم (الإنجليزية)
- غافين ماكليود على موقع كينوبويسك (الروسية)